# George Mostow
George Daniel Mostow (4 de julio de 1923-4 de abril de 2017) fue un matemático estadounidense, conocido por sus contribuciones a la Teoría de Lie. Fue Profesor (emérito) Henry Ford II de Matemáticas en la Universidad de Yale, miembro de la Academia Nacional de Ciencias, el 49 º presidente de la Sociedad Estadounidense de Matemática (1987-1988), y el ex Administrador del Institute for Advanced Study de Princeton (Nueva Jersey).
El fenómeno de la rigidez de los grupos de redes en los grupos de Lie descubrió y exploró se conoce como el teorema de rigidez de Mostow. Su trabajo sobre la rigidez jugó un papel esencial en el trabajo de tres medallistas Fields, a saber, Grigori Margulis, William Thurston, y Grigori Perelman. En 1993 fue galardonado con el Premio Leroy P. Steele AMS por su contribución seminal de Investigación. En 2013, fue galardonado con el Premio Wolf en Matemáticas.

## Breve biografía
George (Dan) Mostow nació en 1923. Recibió su Ph.D. de la Universidad de Harvard en 1948. Sus principales nombramientos académicos habían sido en la Universidad Johns Hopkins 1952-1961 y en la Universidad de Yale desde 1961 hasta su jubilación en 1999. Mostow fue elegido miembro de la Academia Nacional de Ciencias en 1974, se desempeñó como Presidente de la American Mathematical Society en 1987 y 1988, y fue galardonado con el Premio Leroy P. Steele AMS por su contribución seminal a la Investigación en 1993 por su libro Strong rigidez de espacios localmente simétricos (1973).